# 世界雙打冠軍
世界雙打冠軍（英語：World Tag Team Championship），是隸屬於世界摔角娛樂Raw的一雙打冠軍項目。前身為Raw 雙打冠軍。

## 歷史

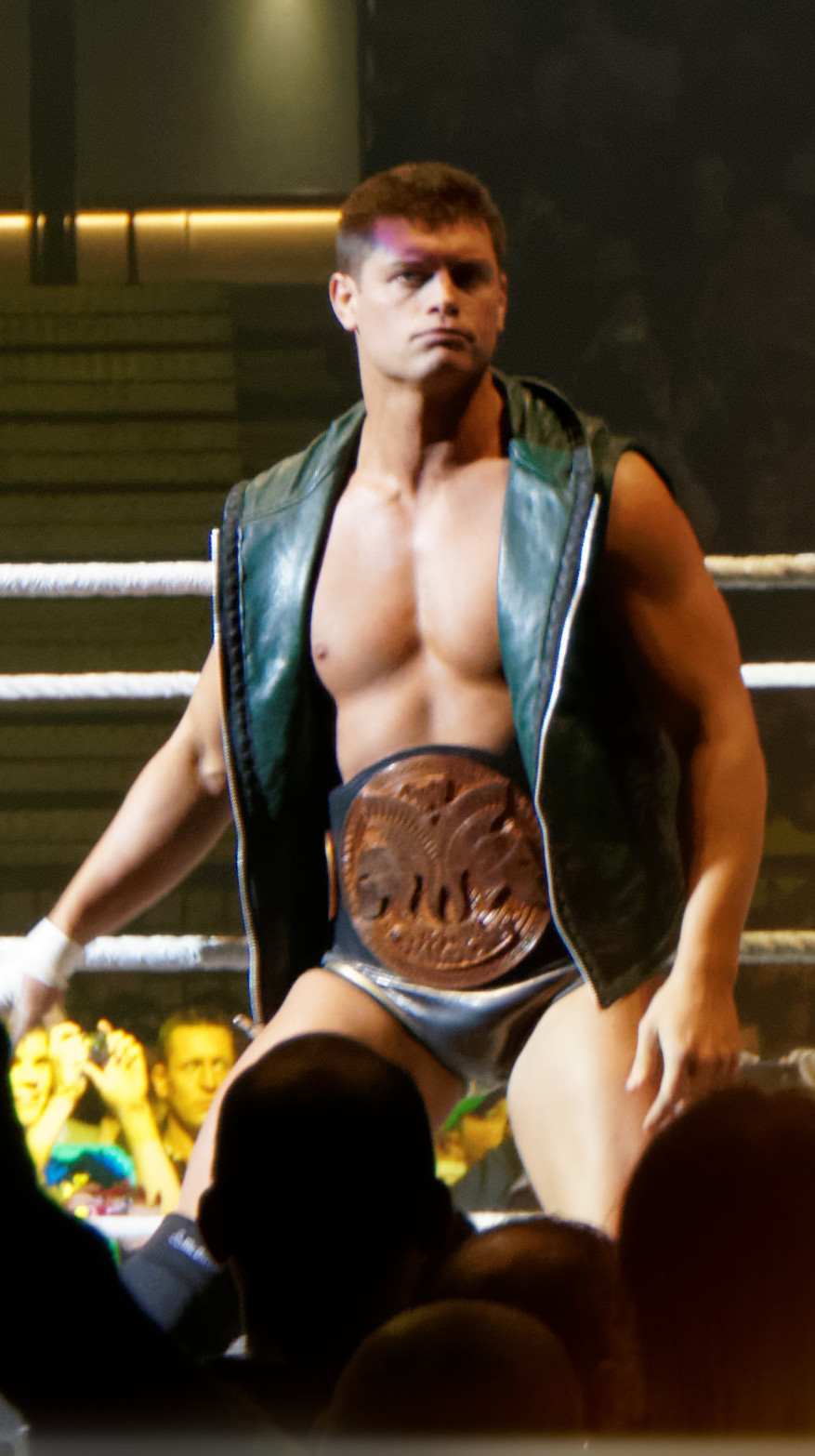
現役WWE雙打冠軍腰帶（掛戴者為曾獲兩次WWE雙打冠軍的寇帝·羅茲）

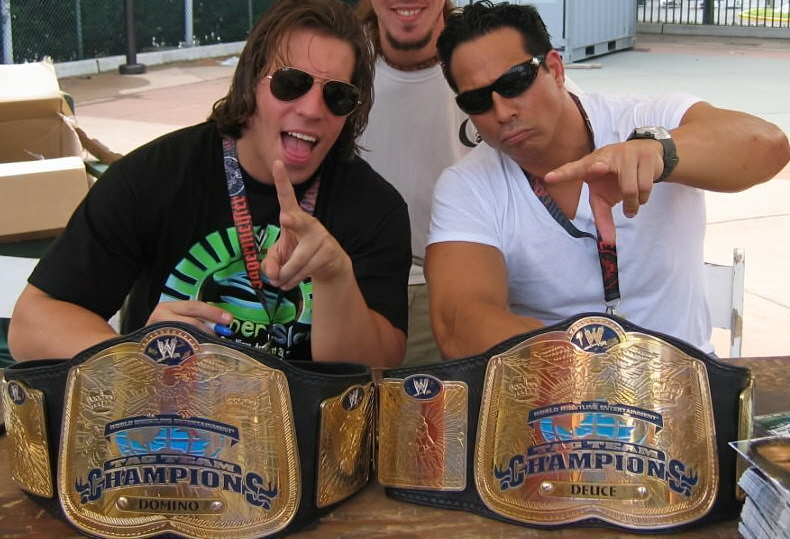
舊式WWE雙打冠軍腰帶（展示者為曾獲一次WWE雙打冠軍的杜斯與多米諾）

2002年春天，世界雙打冠軍在品牌延伸的一開始是隸屬在SmackDown品牌，而在同年夏天，WWE雙打冠軍改隸屬於Raw品牌，成為作為Raw品牌的專屬冠軍項目，而SmackDown品牌卻沒有相對應的雙打冠軍項目。但是時任的總經理史蒂芬妮·麥馬漢很快的創立了WWE雙打冠軍作為SmackDown品牌的專屬冠軍項目，而首屆冠軍將從八隊淘汰賽中選出。2002年10月20日，寇特·安格和克里斯·班瓦在完全終結2002舉行的決賽擊敗了雷·密斯特里歐和Edge，成為了首屆WWE雙打冠軍。
2007年10月17日，SmackDown品牌與ECW品牌宣布了一個人才共享協議，其中提到了兩邊的選手可以競爭臉個品牌的冠軍項目。因此，WWE雙打冠軍變成了SmackDown品牌與ECW品牌的共同冠軍項目。
在2008年底至2009年初，WWE雙打冠軍克隆斯兄弟（卡莉·克隆斯及艾迪·克隆斯）在3月17日於Syfy播出的WWE ECW中對世界雙打冠軍約翰·莫里森&米茲宣戰，而兩隊將於摔角狂熱XXV舉行冠軍對戰，而優勝者可以取得雙冠軍的頭銜。克隆斯兄弟在最終贏得了勝利，而雙冠軍的頭銜被稱為WWE統一雙打冠軍，但還是有兩個冠軍項目存在，只是合併一起舉行冠軍賽而已。
作為WWE統一雙打冠軍，它並不隸屬於任何一個品牌。2010年8月16日，世界雙打冠軍退役，WWE雙打冠軍順體成章的成為世界雙打冠軍的一個繼承，而WWE雙打冠軍也換了新的冠軍腰帶，時任冠軍為哈特王朝（泰森·奇德與哈利·史密斯）。
而後於2024年4月14日節目上發表，宣布更名為世界雙打冠軍，並採用全新腰帶設計。

## 記錄

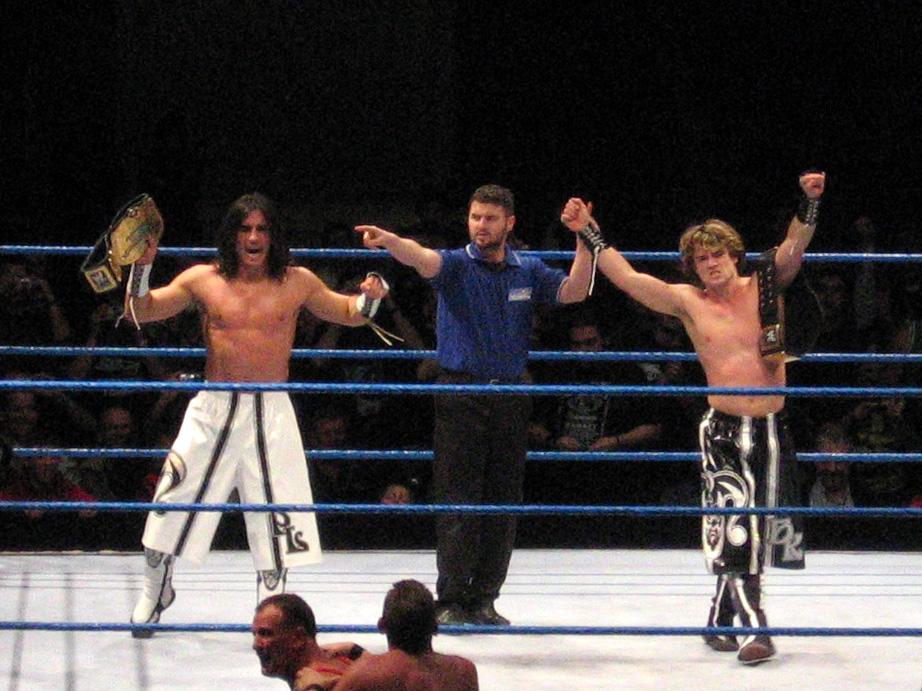
WWE雙打冠軍最長連任時間及總計連任最長時間保持組合Paul London and Brian Kendrick

WWE雙打冠軍的首任冠軍，是2002年獲勝的寇特·安格和克里斯·班瓦，而曾有42個組合成為WWE雙打冠軍。=The New Day是WWE雙打冠軍連任最長時間的保持組合，共計483天。WWE雙打冠軍的最短連任時間保持組合是約翰·希南和米茲，其記錄為14分鐘。WWE雙打冠軍的最年長冠軍王者是45歲的肯恩。WWE雙打冠軍的最多勝利次數保持組合是MNM、外道軍團和The Corre，其記錄為3次。

## 外部連結
- 世界雙打冠軍歷史（页面存档备份，存于）
- 世界雙打冠軍歷史